# Montjay (Hautes-Alpes)
Montjay település Franciaországban, Hautes-Alpes megyében. Lakosainak száma 104 fő (2022. január 1.). Montjay Chanousse, L’Épine, Étoile-Saint-Cyrice, Montclus, Sorbiers és Villebois-les-Pins községekkel határos.

## Népesség
A település népességének változása:
| Lakosok száma | 102  | 83   | 86   | 95   | 104  | 105  | 104  | 104  | 104  | 104  |
|               | 1968 | 1982 | 1990 | 2006 | 2013 | 2015 | 2017 | 2019 | 2020 | 2022 |